# Corona civica
Корона цивика (лат. Corona civica) је била посебна врста одликовања која се додељивала у време Римске републике и раног царства. Састојала се од венца од храстовог лишћа који је могао добити једино војник који је у боју спасао живот другом римском грађанину.